# 貝洛格拉奇克岩

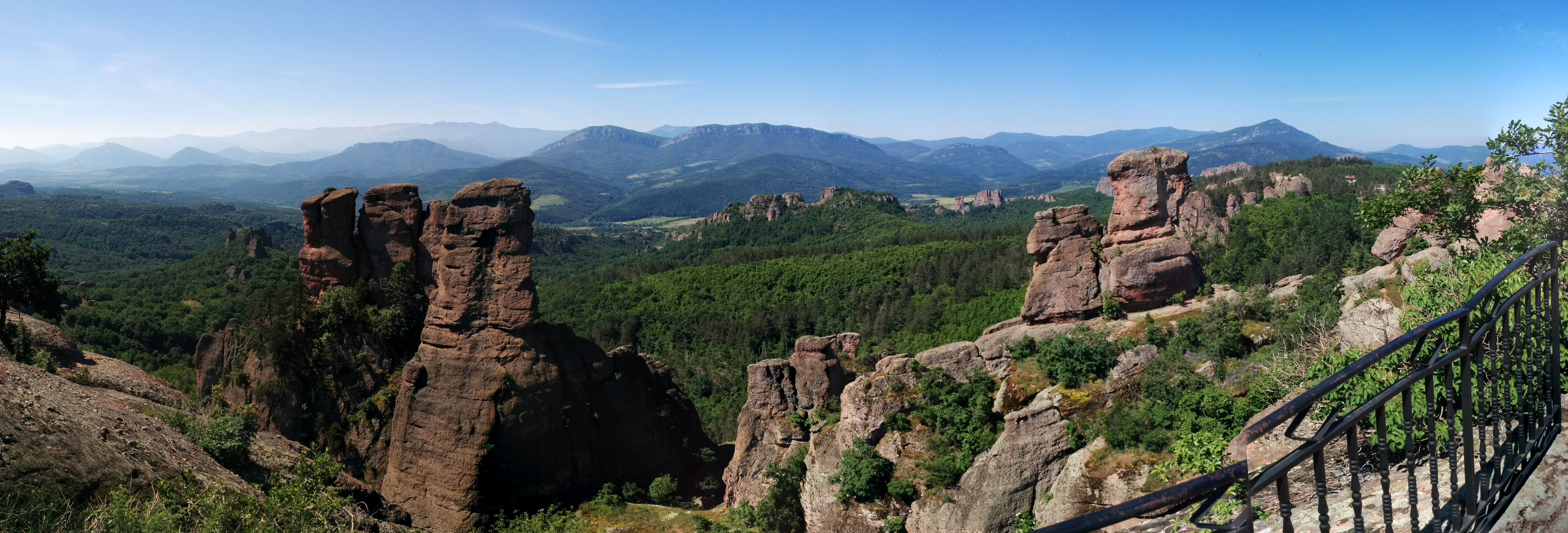
阿瓦拉山

貝洛格拉奇克岩是位於保加利亞西北部城鎮貝洛格拉奇克附近的一個奇岩群，地處巴爾幹山脈西坡，是砂岩或礫岩岩層。貝洛格拉奇克岩的顏色多是紅色或黃色，部分岩石高達約200米。許多岩石都擁有獨特的外形和傳說。貝洛格拉奇克岩是這一地區主要的旅遊景點，並且是保加利亞特有的瀕危植物Hieracium belogradcense的唯一棲息地。

## 外部連結
- Belogradchik Rocks （英文）